# Escavação retouterina

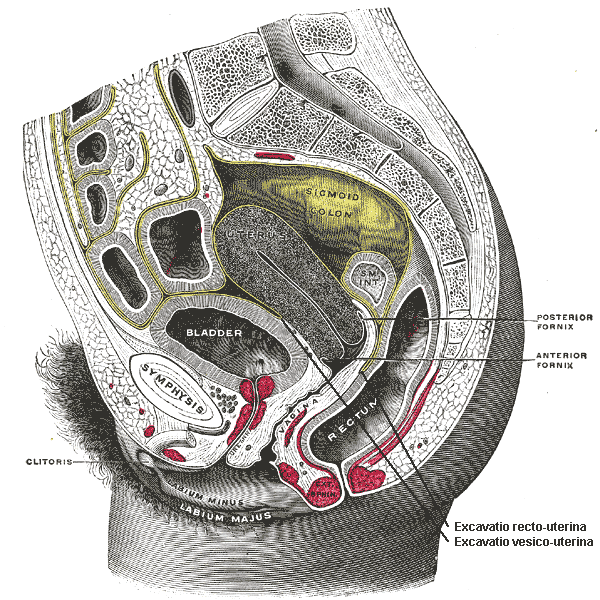
Excavatio recto-uterina ou fossa douglassi em latim.

A escavação retouterina, bolsa de Douglas, saco de Douglas ou ainda espaço de Douglas é uma extensão da cavidade peritoneal localizada posteriormente ao útero. Separa a parte supravaginal do colo do útero e o corpo do útero do colo sigmoide e do reto. Foi descrito pelo anatomista escocês James Douglas (1675–1742).
Nas mulheres pode ser palpada posteriormente na parte superior de um toque vaginal. É normal ter até 5ml de líquido nessa bolsa, após a ovulação, mais do que isso pode indicar um sangramento abdominal. 
Nos homens, a bolsa de Douglas corresponde a bolsa reto-vesical, o fundo do peritônio entre a bexiga urinária e o reto. A bolsa pode ser palpada em anteriormente em toque retal.
Em 2023 uma jovem de 19 anos faleceu em virtude do rompimento desta região anatômica após ter relação sexual com o jogador Dimas Cândido de Oliveira Filho do sub-23 do Corinthians.

## Importância clínica
Como os líquidos tendem a descer a essa bolsa, examinar a presença de líquido na bolsa/saco de Douglas é importante para o diagnóstico de hemorragia abdominal, ascite, endometriose, peritonite e outras doenças que causem secreção de líquido intra-abdominal como tumores e infecções purulentas na cavidade abdominal. 
O exame que retira o líquido dessa região para ser examinado é chamado de culdocentese ou culdotomia.